# آننتافل

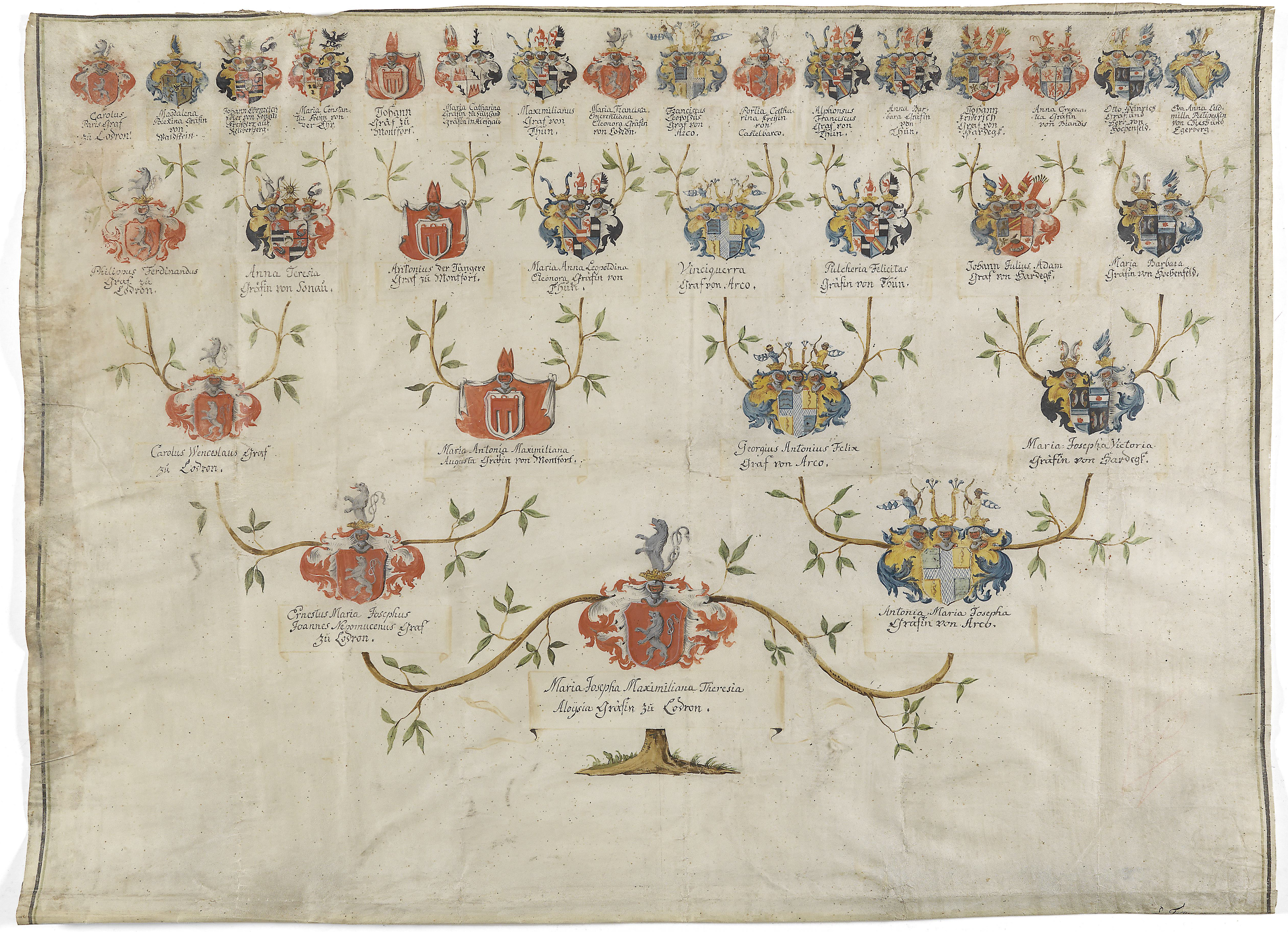
شعار النبالة (1786).

آننتافل (الألمانية لـ«جدول الأسلاف»؛ تُلفظ بالألمانية: [ˈʔaːnənˌtaːfəl] أو ahnenreihe («سلسلة الأسلاف»؛ تُلفظ بالألمانية: [ˈʔaːnənˌʁaɪə]) هو نظام ترقيم الأنساب لإدراج أسلاف الشخص المباشرين في تسلسل ثابت من الصعود. يتم سرد موضوع (أو مستلفت) من ahnentafel كما no 1 ، والد الموضوع no 2 والأم no 3 ، أجداد الأب no 4 وno 5 وأجداد الأم no 6 و no 7 ، وهلم جرا، والعودة عبر الأجيال. بصرف النظر عن no 1، الذين يمكن أن يكونوا ذكرًا أو أنثى، وجميع الأشخاص ذوي الأرقام الزوجية هم من الذكور، وجميع الأشخاص ذوو الأرقام الفردية هم من الإناث. في هذا المخطط، يكون عدد والدي أي شخص ضعف عدد الشخص، وأم والدة مضاعفة رقم الشخص بالإضافة إلى رقم واحد. باستخدام هذا التعريف للترقيم، يمكن للمرء أن يستمد بعض المعلومات الأساسية عن الأفراد المدرجين في القائمة دون بحث إضافي.
يعرض هذا التركيب أنساب الشخص بشكل مضغوط، دون الحاجة إلى رسم تخطيطي مثل شجرة العائلة. إنه مفيد بشكل خاص في الحالات التي قد يكون فيها الشخص مقيدًا بتقديم علم الأنساب بنص عادي، على سبيل المثال، في رسائل البريد الإلكتروني أو مقالات مجموعات الأخبار. في الواقع، آننتافل هو طريقة لتخزين شجرة ثنائية في صفيف عن طريق سرد العقدة (الأفراد) في مسح هيكلة الشجرة (بترتيب إنشاء).

## استنتاج حساب
يمكننا أيضًا العثور على العلاقة من الرقم.

### عكس الطريقة الأولى
1. يبدأ المرء برؤية ما إذا كان الرقم غريبًا أم لا.
2. إذا كان الأمر غريبًا، فإن الجزء الأخير من العلاقة هو «الأم»، لذلك قم بطرح 1 والقسمة على 2.
3. إذا كان الأمر كذلك، فإن الجزء الأخير هو «الأب»، والقسمة على 2.
4. كرر الخطوات من 2-3، وقم بالبناء من الكلمة الأخيرة.
5. مرة واحدة يحصل على 1.